# Тайынша
Тайынша́ (каз. Тайынша; до 1962 года — Тайнча́, Таинча́, Таинчи́; в 1962—1997 годах — Красноарме́йск) — город в Казахстане, административный центр Тайыншинского района и Тайыншинской городской администрации Северо-Казахстанской области.

## История
В годы Второй мировой войны здесь находился один из перегонных аэродромов системы АлСиб. В воспоминаниях военных лётчиков аэродром назывался Тайнча.
31 марта 1962 года городской посёлок Таинча был преобразован в город Красноармейск.
2 мая 1997 года Указом Президента Казахстана город Красноармейск был переименован в город Тайынша.
В 2007 году построен и запущен комплекс заводов по производству биоэтанола «Биохим». Однако он закрылся уже 2010 году. 
В 2018 году завод «BioOperations» (бывший «Биохим»), после 8-летнего простоя, снова начал свою работу.

## Население
В 1999 году население города составляло 13 233 человека (6433 мужчины и 6800 женщин). По данным переписи 2009 года в городе проживало 12 418 человек (5915 мужчин и 6503 женщины).
На начало 2019 года население города составляло 11 422 человека (5528 мужчин и 5894 женщины).

## Экономика
В 2007 году построен и запущен комплекс заводов по производству биоэтанола «Биохим». Однако проработал завод недолго, и в 2010 году предприятие закрылось. В 2018 году завод, после 8-летнего простоя, снова запустили под брендом «BioOperations». Предприятие прошла сертификацию FSSC 22000 и ISCC. Первая партия продукта в 5000 тонн была экспортирована в 2022 году.

## Галерея

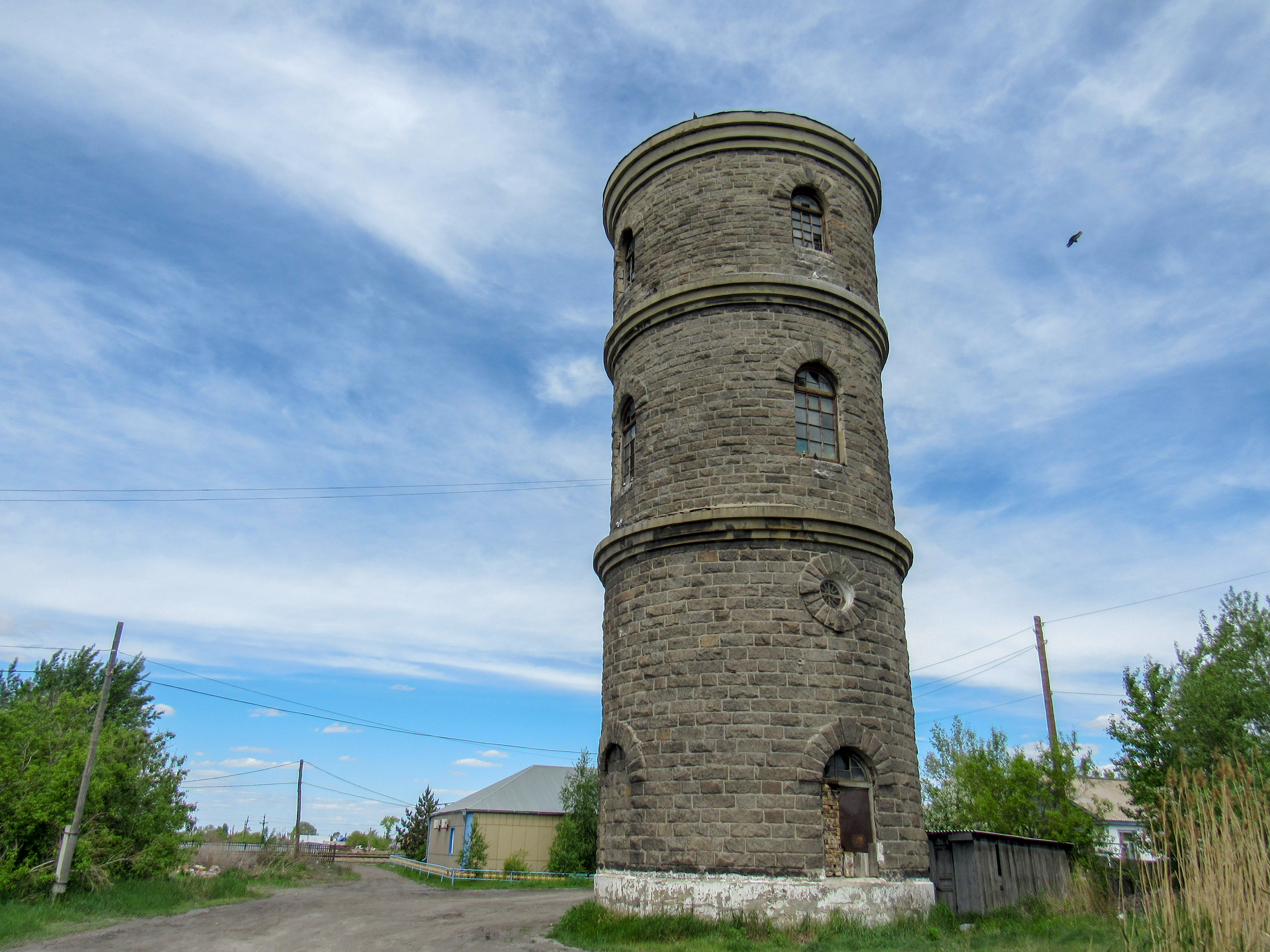
Водонапорная башня, расположенная рядом с вокзалом города Тайынша
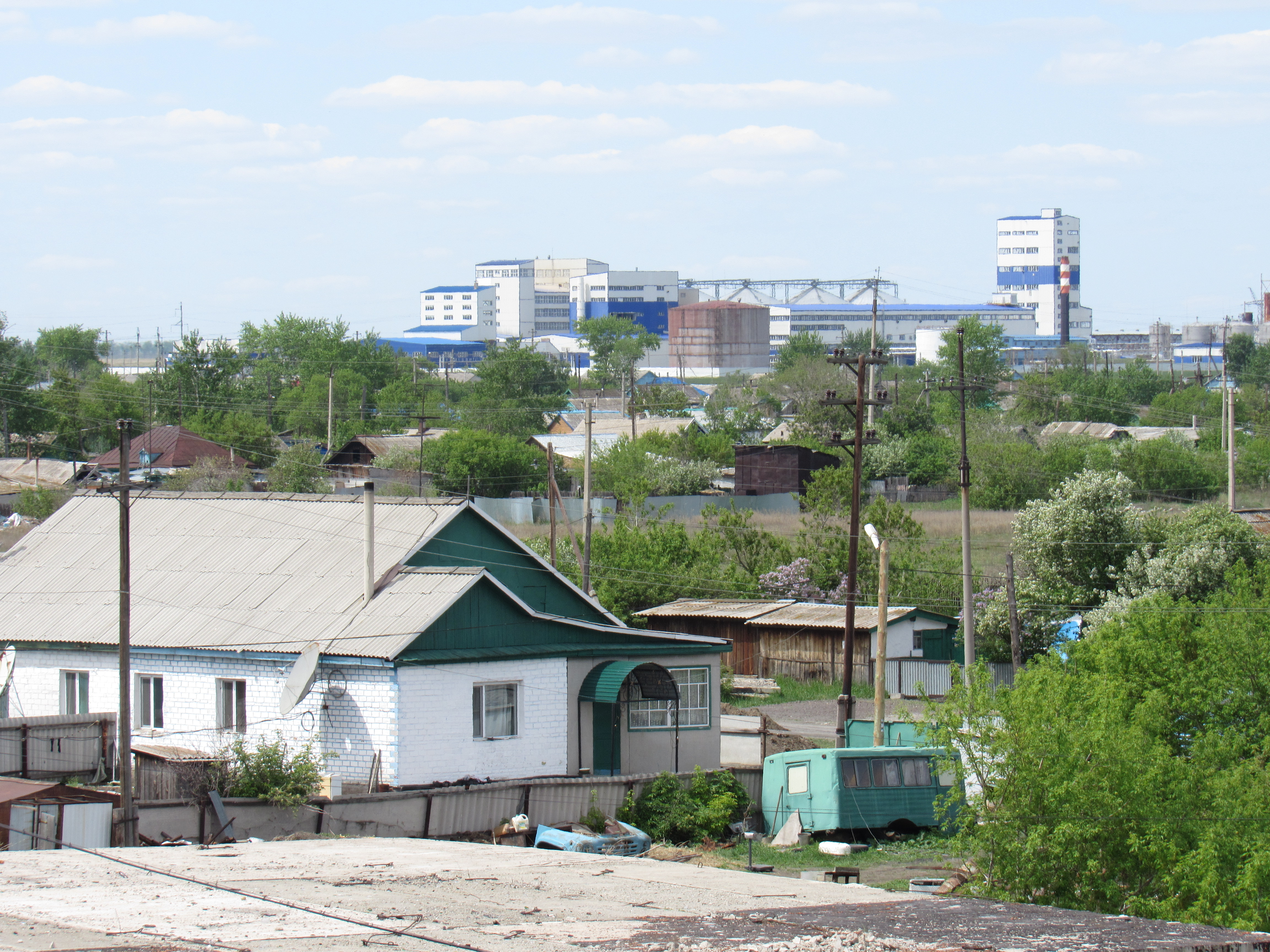
На фоне «BioOperations»